# Florentin Crihălmeanu
Florentin Crihălmeanu (n. 17 septembrie 1959, Iași, România – d. 12 ianuarie 2021, Cluj-Napoca, România) a fost un episcop român unit, din 2002 episcop titular al Episcopiei de Cluj-Gherla. Decesul a survenit în urma unui stop cardio-respirator pe fondul infectării cu virusul SARS-CoV-2.

## Originea și studiile
S-a născut la Iași din părinții Corneliu Crihălmeanu, greco-catolic originar din Transilvania, și Alice, romano-catolică, fiica filologului și folcloristului ieșean academician Petru Caraman. Amândoi părinții au fost de profesie ingineri chimiști. Florentin Crihălmeanu a fost botezat în Biserica romano-catolică "Adormirea Maicii Domnului" din Iași.
Primii trei ani de școală primară i-a urmat la Turda, iar clasa a patra la Iași. Din clasa a cincea și până la obținerea bacalaureatului a fost elev la Liceul Nr. 15 din Cluj.
După examenul de admitere la Institutul Politehnic din Cluj, și-a efectuat serviciul militar la Turda, în unitatea de tancuri. A urmat apoi cursurile Facultății de Mecanică, secția Tehnologia Construcțiilor de Mașini (TCM), devenind în 1984 inginer mecanic. A fost repartizat, ca inginer-stagiar, la întreprinderea IUT-Bistrița și transferat ulterior la fabrica "Tehnofrig" din Cluj.
În anul 1986 a început studiile teologice în particular, având ca îndrumător spiritual pe Părintele Pantelimon Aștilean. În 1990 s-a înscris la cursurile serale ale Institutului Teologic Universitar Greco-Catolic "Sf. Ioan Evanghelistul" din Cluj-Napoca. A fost hirotonit preot în data de 9 septembrie 1990, în Piața Libertății din Cluj, de către episcopul de Cluj-Gherla George Guțiu.
În perioada octombrie 1990 - iunie 1994 a studiat la Universitatea Pontificală Urbaniana din Roma [], conferindu-i-se diploma de bacalaureat în Teologie (27 iunie 1992) cu calificativul Magna cum laude și, în 16 iunie 1994, licența în Teologie cu calificativul Summa cum laude. În 7 iulie 2005, și-a susținut teza de doctorat cu titlul "Spiritul Sfânt - Focul" la Facultatea de Teologie din cadrul aceleași Universități Pontificale Urbaniana din Roma.

## Cariera ecleziastică
Din 1994 a activat, ca profesor, la Institutul Teologic Român Unit, Greco-Catolic, „Sfântul Ioan Evanghelistul” din Cluj-Napoca. Mai apoi a fost numit vicar general al episcopiei unite clujene.
La 6 ianuarie 1997 a fost consacrat episcop (titular de Sili) de către Papa Ioan Paul al II-lea în Bazilica "Sfântul Petru" din Roma, cu însărcinarea de episcop auxiliar de Cluj-Gherla, până la pensionarea arhiepiscopului ad-personam George Guțiu, în anul 2002.
La data de 6 august 2002 a avut loc ceremonia de întronizare a sa ca episcop eparhial, în Catedrala "Schimbarea la Față" din Cluj, în prezența arhiepiscopului ortodox al Clujului, Bartolomeu Anania.
În anul 2005 a primit titlul de doctor în teologie la Universitatea Pontificală "Urbaniana" din Roma, după susținerea tezei Focul Spiritului Sfânt.
Din 2006 a fost președinte al comisiei sinodale liturgice, în cadrul Sinodul Episcopilor Bisericii Române Unite cu Roma.

## Distincții
A fost decorat de președintele Ion Iliescu în februarie 2004, la propunerea guvernului Adrian Năstase, cu Ordinul Meritul Cultural în grad de Comandor, Categoria G - „Cultele”, „în semn de apreciere deosebită pentru activitatea susținută în domeniul cultelor, pentru spiritul ecumenic și civic dovedit și pentru contribuția avută la întărirea legăturilor interconfesionale, de bună și pașnică conviețuire între toți oamenii”.